# 微黃鈎鯰
微黃鈎鯰，為輻鰭魚綱鯰形目甲鯰科的其中一種，為熱帶淡水魚，分布於南美洲巴西亞馬遜河下游的Acará河流域，體長可達8.8公分，棲息在底層水域，生活習性不明。
其种加词“Fulvus”意为“红黄色的”。